# Oopsis ropicoides
Oopsis ropicoides är en skalbaggsart som beskrevs av Stefan von Breuning 1939. Oopsis ropicoides ingår i släktet Oopsis och familjen långhorningar.
Artens utbredningsområde är Vanuatu. Inga underarter finns listade i Catalogue of Life.